# Kýšovice
Kýšovice (německy Gaischwitz) jsou osada, část města Výsluní v okrese Chomutov. Nachází se asi 1,5 kilometru severovýchodně od Výsluní a vede jimi silnice II/223. V roce 2011 zde trvale nikdo nežil.

## Název
Název vesnice je pravděpodobně odvozen z osobního jména Kýša nebo Kych ve významu ves lidí Kýšových. V historických pramenech se jméno vyskytuje ve tvarech: Geiswicz (1367), Gayssowicze (1519), w Gayssowiczech (1543), Jaschwicz (1562), Kasswicz (1583), Gaaschwicze (1608), Gaischwitz (1787), Geyšvice a Geischwitz (1854) a Gaischwitz (1946).

## Historie
První písemná zmínka o Kýšovicích pochází z roku 1367, kdy vesnice patřila k hasištejnskému panství, resp. k hasištejnské části přísečnického statku, ale podle německojazyčné regionální vlastivědné literatury Kýšovice existovaly už v roce 1183. Ve čtrnáctém století patřily pánům ze Šumburka a po nich Lobkovicům. Při dělení rodového majetku v roce 1518 připadly Václavovi z Lobkovic, který ves prodal svému bratru Vilémovi. Od něj ji roku 1533 koupili Šlikové. Statek Přísečnice se roku 1545 stal královským majetkem, který spravoval panovníkem dosazený hejtman. Bohuslav Felix Hasištejnský z Lobkovic v polovině šestnáctého století od královské komory odkoupil několik vesnic včetně Kýšovic, a vytvořil z nich tzv. suniperský podíl. Ten poté Lobkovicům patřil až do roku 1594, kdy císař Rudolf II. za velezradu zkonfiskoval veškerý majetek Jiřího Popela z Lobkovic. Suniperský podíl patřil k Hasištejnu až do roku 1606, kdy se vrátil zpět k přísečnickému panství.

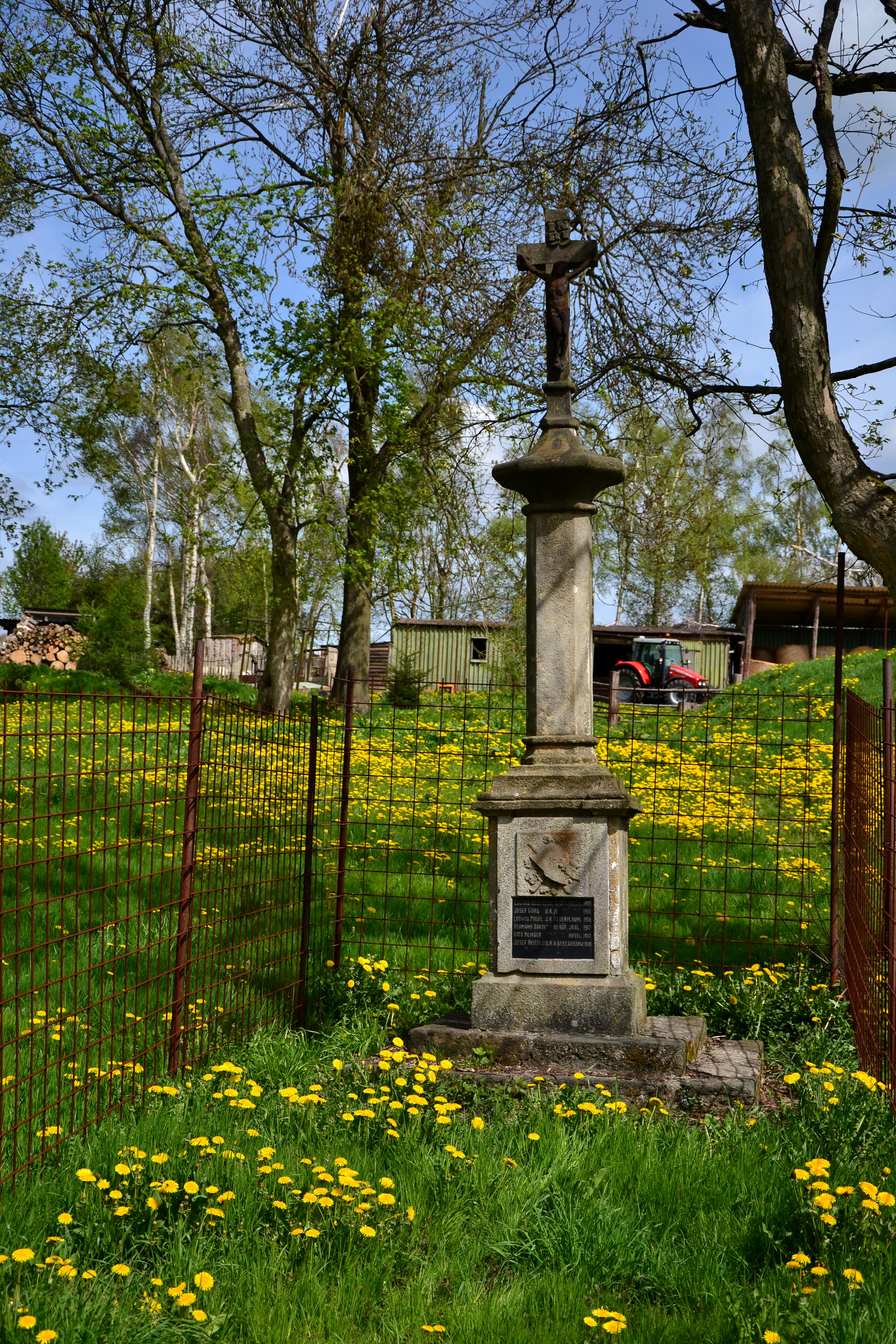
Kříž

Roku 1572 Kýšovice patřily ke křimovské farnosti, ale křty a poslední pomazání se odehrávaly ve Výsluní. Vrchnost ve vsi zastupoval dědičný úřad rychtáře, k jehož právům podle urbáře z roku 1664 patřilo vaření a prodej piva pro potřeby vesnických oslav, porážka dobytka, pečení chleba a vydržování řemeslníků. Ze svých pozemků neodváděl žádné poplatky, ale na oplátku musel poskytovat jídlo a pití úředníkům panství na jednání v Kýšovicích, a při honech se staral o lesní zaměstnance a psy. Dohlížel také na okolní pastviny, lesy a sušení sena u Spindelbachu. V polovině osmnáctého století rychtář spravoval i blízké Sobětice. Roku 1798 rychtu koupila královská komora a v dalších letech ji pronajímala.
Podle berní ruly z roku 1654 ve vsi žilo jedenáct sedláků a tři poddaní bez pozemkového majetku. Sedláci měli 22 potahů a chovali 23 krav, čtyřicet jalovic, pět prasat a jedenáct koz. Na polích se pěstoval především oves, ale hlavním zdrojem obživy býval chov dobytka. Jeden ze sedláků se navíc živil jako forman. Před polovinou osmáctého století ve vši žilo formanů sedm. Vesnice tehdy patřila k farnosti Výsluní a do městské školy docházely i kýšovické děti. Po roce 1777 proběhla na přísečnickém statku raabizace, při níž byla půda kýšovického dvora rozdělena mezi poddané, kteří od té doby nevykonávali robotní povinnosti, ale místo nich odváděli vrchnosti peněžní poplatky.
Až do první poloviny dvacátého století poblíž vsi u Prunéřovského potoka stával mlýn Fleckelmühle. Po druhé světové války došlo k vysídlení Němců z Československa. Z Kýšovic se v dubnu 1946 muselo vystěhovat 108 lidí (z toho 38 dětí). I přes částečné dosídlení novými přistěhovalci se počet obyvatel snížil oproti předválečnému stavu přibližně na třetinu, a v dalších letech lidí dále ubývalo. Navzdory tomu bylo v roce 1950 založeno jednotné zemědělské družstvo, ale už o čtyři roky později zaniklo a jeho majetek převzaly státní statky. Vesnice se nakonec zcela vylidnila a zanikla. Zůstaly stát jen dva rekreační objekty a dům čp. 38, u kterého od devadesátých let dvacátého století funguje ranč Oáza.

## Přírodní poměry

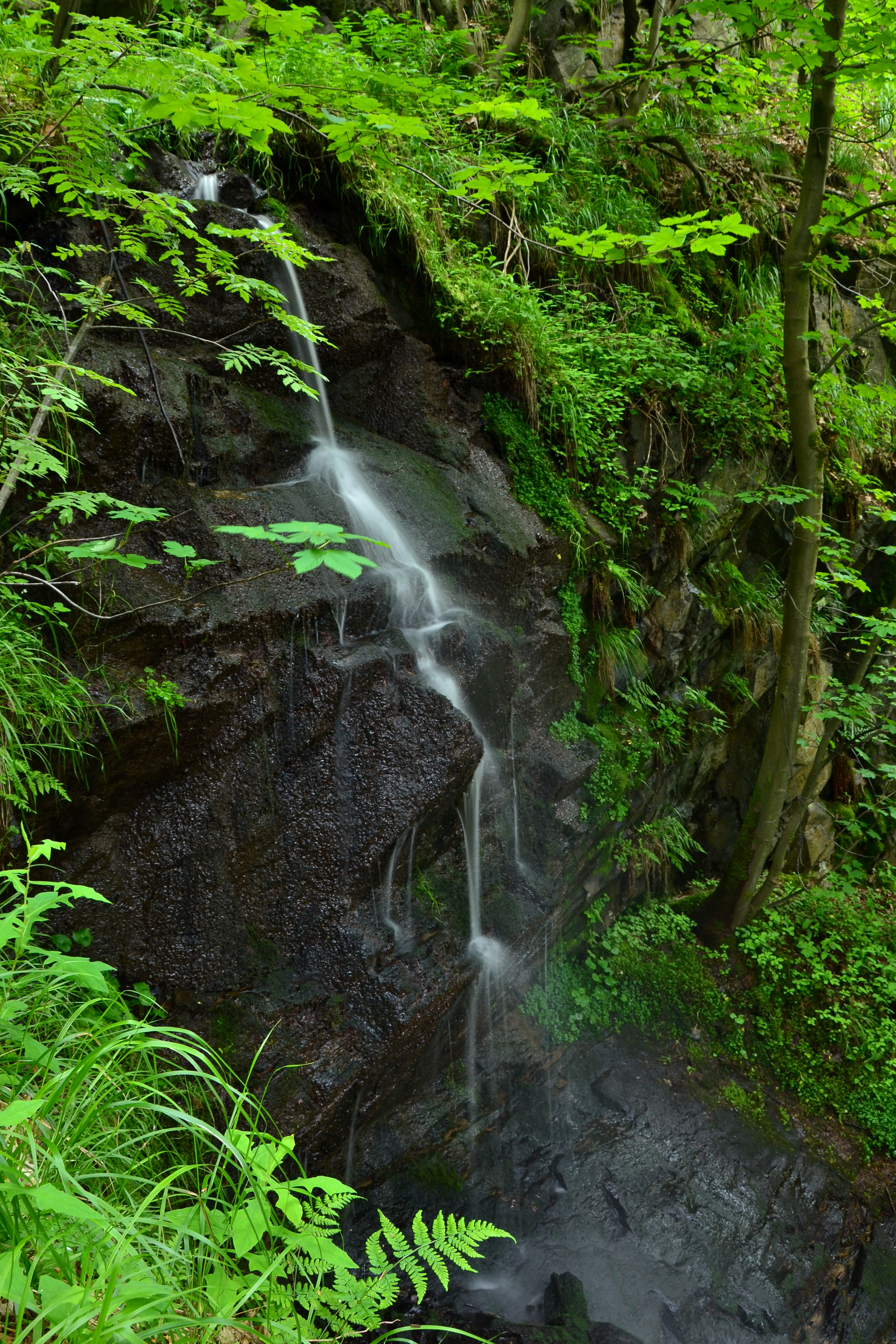
Kýšovický vodopád

Kýšovice stávaly přibližně uprostřed katastrálního území Sobětice u Výsluní asi jedenáct kilometrů západně od Chomutova a 1,5 kilometrů severovýchodně od Výsluní v nadmořské výšce okolo 735 metrů. Oblast se nachází v Krušných horách, konkrétně v jejich okrsku Přísečnická hornatina tvořeném starohorními a prvohorními svory, pararulami a ortorulami krušnohorského krystalinika. Z půdních typů se v okolí Kýšovic vyskytuje kambizem dystrická, která severně od vsi přechází do podzolu kambického, vyvinutého na svahovinách rul. Vodu od vesnice odvádí drobný přítok Prunéřovského potoka, v jehož dolní části se nachází Kýšovický vodopád. Pozůstatek vesnice je součástí přírodního parku Údolí Prunéřovského potoka.
V Quittově klasifikaci podnebí se Kýšovice nachází v chladné oblasti CH7, pro kterou jsou typické průměrné teploty −3 až −4 °C v lednu a 15–16 °C v červenci. Roční úhrn srážek dosahuje 850–1000 milimetrů, sníh zde leží 100–120 dní v roce. Mrazových dnů bývá 140–160, zatímco letních dnů jen 10–30.

## Obyvatelstvo
Při sčítání lidu v roce 1921 zde žilo 162 obyvatel (z toho 69 mužů), kteří byli kromě jednoho cizince německé národnosti a až na jednoho evangelíka patřili k římskokatolické církvi. Podle sčítání lidu z roku 1930 měla vesnice 149 obyvatel německé národnosti a římskokatolického vyznání.
|                                                                                      | 1869 | 1880 | 1890 | 1900 | 1910 | 1921 | 1930 | 1950 | 1961 | 1970 | 1980 | 1991 | 2001 | 2011 | 2021 |
| ------------------------------------------------------------------------------------ | ---- | ---- | ---- | ---- | ---- | ---- | ---- | ---- | ---- | ---- | ---- | ---- | ---- | ---- | ---- |
| Obyvatelé                                                                            | 214  | 157  | 140  | 143  | 154  | 162  | 149  | 44   | 18   | 5    | .    | .    | -    | -    | 3    |
| Domy                                                                                 | 33   | 35   | 28   | 29   | 27   | 27   | 27   | 27   | .    | 1    | .    | .    | -    | 1    | 2    |
| Počet domů z roku 1961 a údaje z let 1980 a 1990 jsou zahrnuté v části obce Výsluní. |      |      |      |      |      |      |      |      |      |      |      |      |      |      |      |

## Obecní správa
Kýšovice se nikdy nestaly samostatnou obcí. Od roku 1850 bývaly osadou Sobětic, kterou zůstaly nejméně do sčítání lidu v roce 1930. V období 1950–1978 byly osadou Výsluní a v období od 1. ledna 1979 do 31. prosince 1998 jako část obce úředně zanikly. Administrativně byly Kýšovice jako část obce Výsluní obnoveny 1. ledna 1999. Po dobu připojení k Soběticím se nacházely na území okresů Kadaň nebo Přísečnice.